# Area di libero scambio

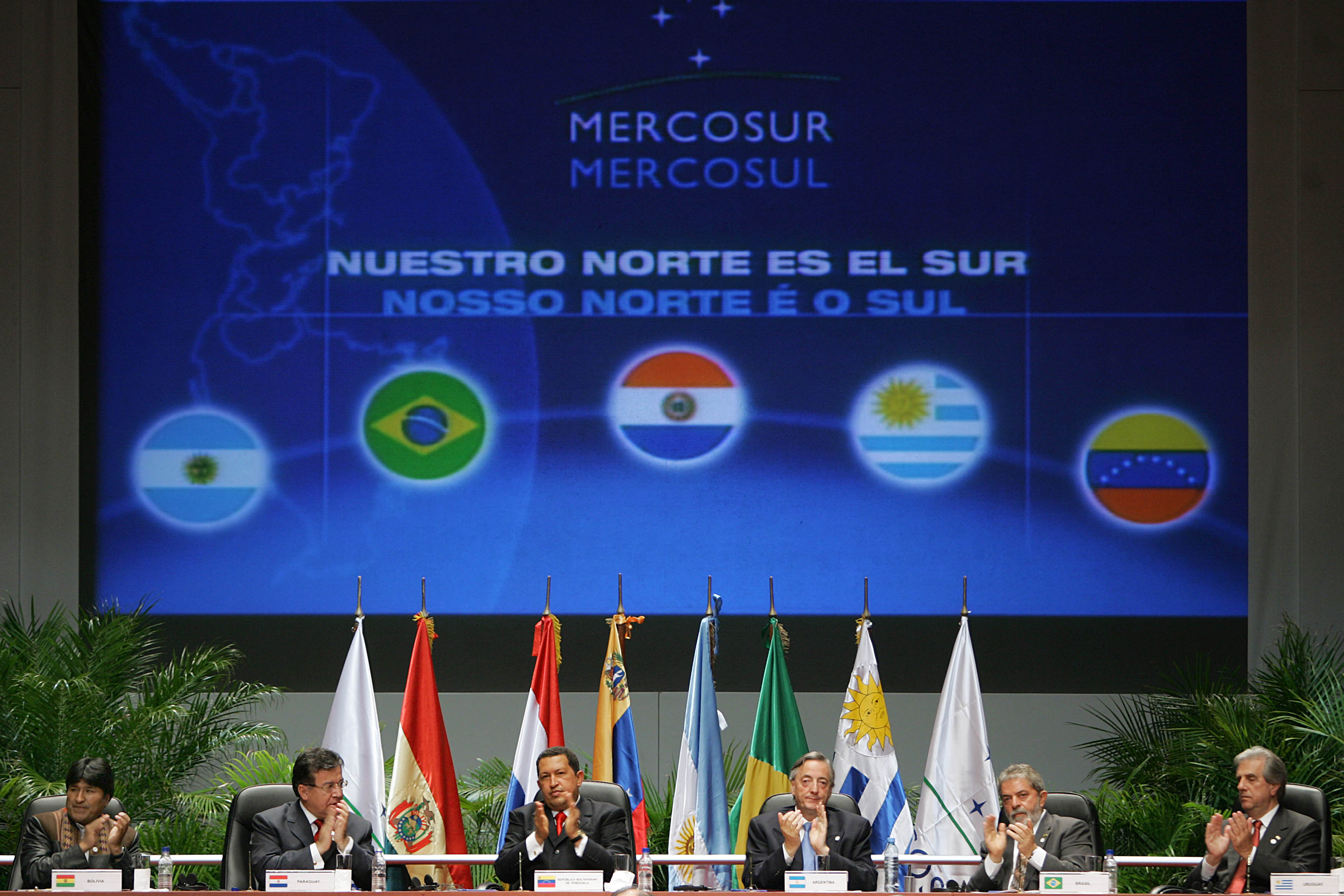
Mercosur è un esempio di una zona di libero scambio tra i paesi del Cono Sud.

Una area di libero scambio (free-trade area) è un ben definito gruppo di paesi che hanno concordato di eliminare dazi, quote e preferenze tariffali su molti (o addirittura su tutti) i beni originari tra di loro scambiati, tramite un accordo di libero scambio (ALS). Si può considerare come il secondo stadio dell'integrazione economica.
L'area di libero scambio non va confusa con l'unione doganale, siccome quest'ultima è identica all'area di libero scambio, ma in più ha una tariffa doganale esterna comune.

## Descrizione
I paesi scelgono questa forma di integrazione economica quando le loro strutture economiche sono complementari. Se esse sono concorrenziali, verrà scelta l'unione doganale.
A differenza di una unione doganale, i membri di una area di libero scambio non hanno la stessa politica doganale verso i paesi non membri, ciò significa che ciascun Paese membro può applicare differenti dazi o quote a paesi non-membri. Per evitare l'evasione dei dazi da parte dei paesi non-membri (attraverso la riesportazione), i paesi usano il sistema della certificazione di origine, attraverso cui sono definiti i requisiti di quantità minima di fattori produttivi e valore aggiunto locali immessi nel bene. I beni che non soddisfano questi requisiti minimi, in quanto non originari, non hanno diritto al trattamento speciale previsto dal trattato di libero scambio. Le regole sull'origine di beni che attraversano paesi appartenenti ad aree di libero scambio diverse (e di conseguenza con leggi sulla certificazione d'origine diverse) sono e le loro relazioni sono gestite tramite il cosiddetto cumulo; in alcuni casi diverse aree di libero scambio hanno accordi integrati, in altri casi il cumulo tra beni provenienti da diverse aree di libero scambio non è prevista.
Una area di libero scambio è il risultato di un accordo sul libero scambio (una forma di accordo commerciale) tra due o più paesi. Le aree e i trattati di libero scambio possono essere applicati a cascata -se alcuni paesi firmano un accordo per formare una area di libero scambio e decidono di negoziare insieme (sia come un blocco commerciale che come un forum di singoli membri della loro area di libero scambio) un altro trattato di libero scambio con un altro (o con altri) Paesi- in questo caso la nuova area di libero scambio consiste della vecchia area di libero scambio più il nuovo (o i nuovi) paesi.
All'interno di un Paese industrializzato ci sono solitamente poche o insignificanti barriere allo scambio di beni e servizi tra diverse parti del Paese. Per esempio, solitamente non esistono dazi o quote, non ci sono attese per far passare il bene da una parte all'altra del Paese (eccetto quelle imposte dalla distanza); non ci sono solitamente differenze legali o di tassazione. Tra paesi diversi, d'altra parte, molte di queste barriere allo scambio di beni sono presenti. La presenza in essi di dazi di qualche tipo (una volta che il bene è entrato nel Paese) e il livello delle tasse sulla vendita e delle leggi variano spesso tra i paesi.
Lo scopo di una area di libero scambio è di ridurre le barriere allo scambio tanto da far crescere il commercio come risultato della specializzazione economica, della divisione del lavoro, e, soprattutto, attraverso la teoria e la pratica del vantaggio comparato. La teoria del vantaggio comparato sostiene che in un mercato senza restrizioni (in equilibrio) ogni fonte di produzione tenderà a specializzarsi nell'attività in cui ha un vantaggio comparato rispetto alle altre. La teoria sostiene che il risultato netto sarà un incremento del reddito e in ultima istanza la salute e il benessere per tutti nell'area di libero scambio. Naturalmente la teoria fa riferimento solo al benessere aggregato e non dice nulla riguardo alla sua distribuzione. In effetti potrebbero esserci dei perdenti, in particolare tra le industrie con svantaggi comparati che da poco godono di un sistema protezionistico. I fautori del libero commercio possono facilmente controbattere che il guadagno dei vincenti supera le perdite dei perdenti.